# Scipione
Scipione (Escipión en español) es una ópera de Georg Friedrich Händel. El libretto, de Paollo Rolli, desarrolla el tema de la historia clásica denominado la clemencia de Escipión. Fue estrenada en 1726 en el King's Theatre de Londres. Para la ocasión, Händel contó con un elenco del más alto nivel: la diva Francesca Cuzzoni, como la princesa Berenice, y los contraltos castrati rivales Senesino como Luceio y Antonio Baldi como Escipión. Fue de nuevo repuesta en 1730 en el mismo teatro con algunos cambios en el elenco.